# Parole (Widerstandsgruppe)
Parole war der Name einer Widerstandsgruppe gegen den Nationalsozialismus in Berlin-Neukölln. Ihre Mitglieder waren Sozialdemokraten, die eine Zusammenarbeit mit der illegalisierten KPD anstrebten. Sie bestand seit dem Sommer 1933 und hatte etwa 120 Mitglieder. Sie wurde im September 1934 durch zwei Verhaftungsaktionen zerschlagen.

## Geschichte
Die Gruppe bestand aus jungen Mitgliedern des „Reichsbanners Schwarz-Rot-Gold“, der SAJ, Gewerkschaftern und  Arbeitersportlern. Wichtige Mitglieder waren der Buchdrucker Hellmut Bock und der Zahnarzt Rudolf Schuch, zwei frühere Reichsbanner-Funktionäre, der frühere Jungsozialist Rudolf Zimmermann (1912–2005), der Maler Otto Wilcke, neun Jahre lang Vorsitzender der Arbeitersportorganisation „Freie Turnerschaft Neukölln“,  die Leiterin der Neuköllner SAJ, Friedel Schmiedel, und ihr späterer Ehemann Ernst Hoffmann. Sie formierten sich im Frühjahr 1933 noch vor dem Verbot der SPD. Abweichend von der Politik des SPD-Vorstands plädierten sie für eine aktive Bekämpfung des Nationalsozialismus auch mit illegalen Mitteln und in Zusammenarbeit mit der KPD.  Sie betrachteten das Zusammenwirken von Sozialdemokraten und Kommunisten als Grundvoraussetzung für den Sturz des NS-Regimes.
Nach dem Verbot der SPD im Juni 1933 baute die Gruppe illegale Kontakte zu anderen Sozialdemokraten auf. Ihr Kontaktmann bei der KPD war der Hauptverfasser des illegalen  Mitteilungsblatts Neuköllner Sturmfahne, Alfred Schaefer. Dessen Organisation stand dem Kontakt ablehnend gegenüber, weil es sich bei den Mitgliedern um frühere sozialdemokratische Funktionäre handelte. Eine Zusammenarbeit zwischen Sozialdemokraten und Kommunisten war nach Ansicht der KPD aber nur als „Einheitsfront von unten“ mit den einfachen SPD-Mitgliedern unter Ausschluss der Funktionäre möglich. 
Die „Parole“ war in Vierer- oder Fünfergruppen aufgeteilt. Sie brachte von April bis September 1934 mehrere Ausgaben der Untergrundschrift Die Parole – Das Neuköllner Einheitsfrontorgan heraus. Jede Ausgabe hatte etwa 12 Seiten. Der Inhalt wurde überwiegend dem „Pressedienst der Kommunistischen Partei“ entnommen, einige Artikel verfassten die Mitglieder selbst. Sie verbreitete außerdem etwa 1000 Exemplare eines Flugblatts „Hitler am Pranger“, in dem der NSDAP die Schuld am Reichstagsbrand gegeben wurde. Von der Zeitschrift wurden pro Ausgabe etwa 230 Stück hergestellt und zu einem Preis von 10 Pfennig an Freunde und Sympathisanten weitergegeben. Führende Mitglieder legten die Zeitschrift auch selbst an öffentlich zugänglichen Plätzen ab.
Im September 1934 wurden in zwei Verhaftungswellen die führenden Mitglieder der Gruppe festgenommen. Im Polizeigewahrsam wurden mehrere von ihnen schwer misshandelt. Dennoch konnte die Gestapo nur eines Teils der Mitglieder habhaft werden. Ob die Gruppe durch Verrat oder Unvorsichtigkeit der Mitglieder enttarnt wurde, ist nicht feststellbar. Am 29. März 1935 begann vor dem Berliner Kammergericht der Prozess gegen 24 Mitglieder. Es waren etwa 60 Zuschauer anwesend. Darunter waren auch Beobachter der KPD-Jugendzeitschrift Die junge Garde, die die Gruppe  nach der anfänglichen Ablehnung jetzt in einem Flugblatt als „Vorbild für die Einheitsfront“ lobte. Die Angeklagten prangerten während des Prozesses die Misshandlungen durch die Gestapo an. 
Am 29. März 1935 wurden die Urteile gesprochen. Die Hauptangeklagten wurden zu hohen Haftstrafen verurteilt: Hellmut Bock: 5 Jahre Zuchthaus, Rudolf Zimmermann: 4 Jahre Zuchthaus, Otto Wilcke: 4 Jahre Zuchthaus, Ernst Hoffmann: 3 Jahre Zuchthaus. Friedel Schmiedel billigte das Gericht zu, aus Idealismus zu ihren Taten verführt worden zu sein. Deshalb blieb es mit seinem Urteil zu 6 Monaten Haft deutlich hinter dem Antrag der Staatsanwaltschaft zurück, die 2 Jahre gefordert hatte. Die übrigen Angeklagten erhielten Haftstrafen von 6  Monaten bis zu 2 Jahren, es gab auch einige Freisprüche. Die Widerstandsgruppe war damit zerschlagen.
Die Verurteilten standen auch nach ihrer Haftentlassung unter Polizeiaufsicht und fanden als politisch Vorbestrafte lange keinen Arbeitsplatz. Otto Wilcke und Friedel Schmiedel nahmen nach ihrer Haftentlassung erneut Kontakt zu Widerstandszirkeln aus früheren Sozialdemokraten auf: Otto Wilcke schloss sich einer sozialdemokratischen Widerstandsgruppe um Hans Schiftan an, Friedel Schmiedel gehörte einem illegalen Kreis aus Sozialdemokraten und Kommunisten in Britz an, der über Kurt Schmidt auch Kontakt zur Gruppe Neu Beginnen hielt. Ernst Hoffmann wurde 1942 zur Strafdivision 999 eingezogen. Rudolf Schuch wurde im Juli 1944 wegen „Wehrkraftzersetzung“ und Abhörens ausländischer Rundfunksender verhaftet und im Februar 1945 vom Zentralgericht des Heeres zum Tod verurteilt. Aufgrund der Niederlage des Nationalsozialismus konnte das Urteil nicht mehr vollstreckt werden. Der Leiter der Gruppe, Hellmut Bock, wurde nach seiner Strafverbüßung im September 1939 ohne Gerichtsbeschluss erneut von der Gestapo verschleppt und blieb bis zum Kriegsende 1945 im KZ Sachsenhausen inhaftiert. Nach dem Krieg wurde er Leiter des Hauptausschusses OdF (Opfer des Faschismus) beim Berliner Magistrat. 
Nach dem Krieg bejahten Hellmut Bock, Rudolf Zimmermann sowie Ernst und Friedel Hoffmann (geb. Schmiedel) die Vereinigung von SPD und KPD zur SED und wurden nach der Teilung Berlins Bürger der DDR. Rudolf Schuch, Otto Wilcke und andere Mitglieder der Gruppe traten aus der neuen Einheitspartei SED jedoch bald enttäuscht wieder aus.